# Gallinaro
Gallinaro è un comune italiano di 1 176 abitanti della provincia di Frosinone nel Lazio.

## Geografia fisica

### Territorio
Gallinaro, 558 m s.l.m., si sviluppa su di un colle nella Valle di Comino. Il territorio comunale, prevalentemente collinare, è attraversato dal rio Mollo, affluente di destra del Melfa.
Tra i rilievi collinari, il Colle Pistillo 535 m, Colle Parto 465 m, Colle Sgaglioffa 466 m, Colle Ippolito 531 m, Colle Capoccia 530 m e Colle Maggio 463 m.

### Clima
Classificazione climatica: zona E, 2131 GR/G.

## Storia
Il borgo di Gallinaro è menzionato per la prima volta nel 1023, probabilmente costruito dal conte di Sora. Nel 1067 passò al conte di Aquino. Nel XIII secolo, fu fondato il Santuario di San Gerardo, che si sviluppò grazie alle molte donazioni.
Tra il Seicento e il Settecento la popolazione viveva in condizioni precarie, era dedita prevalentemente all'agricoltura e soggetta alle frequenti razzie dei briganti. È in questo periodo che vi nasce il famoso giurista Loreto Apruzzese, insegnante alla Regia Università di Napoli.
Fece parte del distretto di Sora della provincia di Terra di Lavoro fino al 1861, anno in cui i territori del Regno delle Due Sicilie furono annessi al Regno di Sardegna.
Dopo l'Unità d'Italia si verificò una forte emigrazione, in particolare verso la Francia, dove alcuni gallinaresi posarono come modelli per Auguste Rodin.

### Simboli
Lo stemma e il gonfalone sono stati concessi con decreto del presidente della Repubblica del 26 aprile 1954.
Lo stemma è d'argento, alla fascia di azzurro, attraversata da tre spighe di grano d'oro, poste sulla cima più alta un monte all'italiana di tre cime di verde, fondato in punta.
Il gonfalone è un drappo troncato di azzurro e di bianco.

## Monumenti e luoghi d'interesse

### Architetture religiose
Madonna di Canneto
La comunità è storicamente legata al culto della madonna nera di Canneto, venerata nel vicino territorio di Settefrati. Gli antichi pellegrinaggi verso tale meta avevano e hanno un punto d'incontro e raccordo, per i fedeli provenienti dal Lazio e dalle limitrofe regioni (Abruzzo e Molise), proprio a Gallinaro.
San Gerardo
La chiesa principale, intitolata al patrono di Gallinaro, San Gerardo di Silions, meta di un antico pellegrinaggio specialmente da parte delle compagnie di Scanno e Pettorano.

## Società

### Evoluzione demografica
Abitanti censiti

### Religione
La popolazione professa per la maggior parte la religione cattolica nell'ambito della diocesi di Sora-Cassino-Aquino-Pontecorvo.

### Tradizioni e folclore
Festa di San Gerardo
Il 10 e 11 agosto si festeggia San Gerardo con un pellegrinaggio per ricordare il suo esempio cristiano che ha portato nella terra pagana di Gallinaro al suo tempo e che serve di esempio per ogni persona di ogni tempo che vuole essere cristiana. Il culto religioso è seguito da una festa civile spesso animata da cantanti e comici famosi.
Culla del Bambino Gesù
Gallinaro è meta di pellegrinaggio per via della presunta apparizione di Gesù bambino a una bambina, Giuseppina Norcia, avvenuta il 13 giugno 1947. Nell'anno 1975, sulla collinosa campagna di Gallinaro, a Via Fonte, fu eretta una chiesetta dedicata a Gesù Bambino. "Nei primi anni e fino alla sua morte, grande importanza ha avuto per il movimento religioso che si è sviluppato, il sostegno di monsignor Ernesto Cardarelli (1909-1994) – collaboratore di Carlo Minchiatti (1915-1996), vescovo di Sora-Aquino-Pontecorvo, e del suo successore Lorenzo Chiarinelli (1935-2020), vescovo della medesima diocesi fino al 1993 –, molto vicino al movimento e convinto che al suo interno vi si manifestasse la divinità". Negli anni il movimento religioso, riconoscendo guarigioni e successive "rivelazioni divine", è entrato in aperto contrasto con il vescovo locale e con la Curia. Tale movimento religioso si è dichiarato autonomo il 4 ottobre 2015 dando vita alla Chiesa Cristiana Universale della Nuova Gerusalemme, sotto la guida di un pontefice eletto dall’assemblea dei fedeli, Samuele Morcia (il genero di Giuseppina Norcia). Nel giugno 2016 papa Francesco ha riconosciuto i suoi fedeli come non più in comunione con la Chiesa cattolica.

## Cultura

### Cucina
Vini DOC
Il territorio comunale è luogo di produzione di alcuni vini regolamentati dal disciplinare Atina DOC.

## Economia
Di seguito la tabella storica elaborata dall'Istat a tema Unità locali, intesa come numero di imprese attive, e addetti, intesi come numero di addetti delle imprese locali attive (valori medi annui).
|           | 2015                  |                              |                            |                |                       |                     | 2014                  |                | 2013                  |                |
| --------- | --------------------- | ---------------------------- | -------------------------- | -------------- | --------------------- | ------------------- | --------------------- | -------------- | --------------------- | -------------- |
|           | Numero imprese attive | % provinciale Imprese attive | % regionale Imprese attive | Numero addetti | % provinciale addetti | % regionale addetti | Numero imprese attive | Numero addetti | Numero imprese attive | Numero addetti |
| Gallinaro | 90                    | 0,27                         | 0,02                       | 353            | 0,33                  | 0,02                | 103                   | 354            | 109                   | 322            |
| Frosinone | 33 605                |                              | 7,38                       | 106 578        |                       | 6,92                | 34 015                | 107 546        | 35 081                | 111 529        |
| Lazio     | 455 591               |                              |                            | 1 539 359      |                       |                     | 457 686               | 1 510 459      | 464 094               | 1 525 471      |

Nel 2015 le 90 imprese operanti nel territorio comunale, che rappresentavano lo 0,27% del totale provinciale (33 605 imprese attive), hanno occupato 353 addetti, lo 0,33% del dato provinciale; in media, ogni impresa nel 2015 ha occupato poco meno di quattro addetti (3,92).

## Infrastrutture e trasporti

### Strade
Il territorio comunale è attraversato dalla strada regionale 509 Forca d'Acero (SR 509), già strada statale, che collega Opi a Cassino.

## Amministrazione
È stato compreso nel territorio del Comune di San Donato dagli inizi dell'Ottocento fino al 21 aprile 1948 quando, dopo un referendum, tornò a essere Comune.

### Altre informazioni amministrative
Fa parte della Comunità Montana Valle di Comino e del Consorzio di bonifica Conca di Sora.

## Sport
- Nel calcio, l'A.S.D United Cominum milita nel campionato di Seconda Categoria.[16]